# قاعدة سيدي أحمد الجوية
قاعدة سيدي أحمد الجوية هي قاعدة عسكرية جوية، تقع في ولاية بنزرت في تونس وهي أكبر قاعدة عسكرية بالبلاد.

## التاريخ
تم إنشاء القاعدة أثناء الاستعمار الفرنسي وسميت آنذاك باسم الطيار الفرنسي رولان غاروس الذي كان أول من عبر البحر الأبيض المتوسط بطائرته من مدينة فريجوس جنوب فرنسا إلى مدينة بنزرت.

أعيد تسميتها رسميا من قبل تونس بعد معركة الجلاء في 1961.

أثناء الحرب العالمية الثانية، تم استخدام القاعدة من قبل قوات الولايات المتحدة الجوية والقوة الجوية الثانية عشر وذلك في إطار حملة شمال أفريقيا. استخدمتها طائرات بوينغ بي-17 القلعة الطائرة وذلك في مجموعة العمليات 2 دي بين 2 و 9 ديسمبر 1943.

## القوات
- السرب 11:
  - طائرات تدريب: إيرماكي أم بي 326.
- السرب 15:
  - طائرات قاتلية: نورثروب إف-5 تيغر/تيغر 2.
- السرب 21:
  - طائرات نقل: لوكهيد سي-130 هيركوليز، ليت إل-410 تربوليت، إيريتاليا جي.222.
- الوحدة الجوية 41:
  - طائرات المراقبة والاستطلاع: مول إم 7.

## روابط خارجية
- الجيش الوطني التونسي.
- قائمة مطارات تونس.